# 竹内正巳
竹内 正巳（たけうち まさみ、1906年 - 1986年7月24日）は、日本の経済学者。専門は、地域経済論。

## 経歴
兵庫県佐用町出身。大阪府立高津中学校（大阪府立高津高等学校の前身）、高知高等学校（高知大学の前身のひとつ）に、いずれも1期生として学び、高知高ではボート部を創設して活躍した。1929年、京都帝国大学経済学部を卒業。在学中は蜷川虎三ゼミで統計学を学んだ。
1930年代はじめから1945年まで、満鉄調査部に勤務し、東亜経済調査局の報告書などにもたずさわった。戦後、ソ連によるシベリア抑留を経験する。
1950年に帰国し、以降、経済企画庁の前身である経済安定本部勤務、経済審議庁調査官、愛媛県企画室長を経て、1954年ころに大阪府立商工経済研究所長として大阪へ戻り、近畿開発促進協議会事務局長なども務めた。
1965年7月、桃山学院大学教授。桃山学院大学では、産業貿易研究所長などを務めたのち、学園紛争期に学長を務めた。
1970年、「地域経済の構造と政策」により、大阪市立大学より経済学博士を取得。
1975年の第8回統一地方選挙に際して行なわれた第8回大阪府知事選挙では、再選を目指す黒田了一知事への対抗馬として日本社会党、公明党、民社党（社公民路線）に推されて出馬したが、結果は黒田知事の再選となった。
晩年には、南海道総合研究所所長として活動した。

## 研究
戦後は、中小企業の現場へ実証的な調査に入り、統計的手法も用いながら地域経済政策について、多数の報告、政策提言を行なった。
経済地理学者の水岡不二雄は、1980年前後に矢田俊文が提唱した地域構造論を批判する中で、1950年代における竹内の業績の先駆性について「竹内氏の所説は、...矢田氏による諸論点をすでにほとんどすべて網羅しているばかりでなく「生活圏地域」の扱い、立地論的説明の努力、地域的不均衡発展論の考慮、政策に対する意識といった点で矢田氏の論点の不十分さを補うものとさえなっている」と極めて高く評価している。

## おもな業績

### 単著
- 地域経済の構造と政策、法律文化社、1966年

### 共編著
- （佐藤貞次郎との共著）滿蒙資源論（新経済全集9）、日本評論社、1934年
- （藤田敬三との共編著）中小企業論、有斐閣双書、1968年初版（のち、1998年第4版まで版を重ねた）

## 家族
元読売新聞記者のジャーナリスト、音田昌子は娘である。